# Ravnica Bajmok
Pour les articles homonymes, voir Ravnica.
Ravnica Bajmok (code BELEX : RVNC) est une entreprise serbe qui a son siège social à Bajmok, près de Subotica. Elle travaille dans le secteur agroalimentaire.

## Histoire
Ravnica Bajmok a été admise au libre marché de la Bourse de Belgrade le 24 février 2004.

## Activités
Les installations agricoles de Ravnica Bajmok sont situées entre Subotica et Sombor, le long de la frontière entre la Hongrie et la Serbie ; la société dispose de 5 500 ha de terres arables sur lesquelles sont cultivés du blé, du maïs, du tournesol, du soja, de la betterave sucrière ou encore du colza ; elle dispose également de silos d'une capacité de 20 000 t pour le stockage et le séchage. Parallèlement Ravnica élève du bétail et fournit chaque année 20 000 porcs et bovins.

## Données boursières
Le 2 juin 2014, l'action de Ravnica Bajmok valait 640 RSD (5,53 EUR). Elle a connu son cours le plus élevé, soit 1 349 RSD (11,66 EUR), le 3 octobre 2007 et son cours le plus bas, soit 132 RSD (1,14 EUR), le 9 février 2006.
Le capital de Ravnica Bajmok est détenu à hauteur de 97,70 % par des entités juridiques, dont 87,51 % par Industrija mesa Matijević.